# Hebes Ragwurz
Die Hebes Ragwurz (Ophrys hebes) ist eine Art der Gattung Ragwurzen (Ophrys) in der Familie der Orchideengewächse (Orchidaceae). Sie wird von R. Govaerts als Synonym zu Ophrys sphegodes subsp. sphegodes gestellt.

## Pflanzenbeschreibung
Diese mehrjährige krautige Pflanze erreicht Wuchshöhen zwischen 10 und 30 cm.
Der Blütenstand umfasst zwei bis zehn Blüten. Die Kelchblätter sind grün gefärbt, wobei die Seitlichen oft in der unteren Hälfte rot überlaufen sind. Die Kronblätter sind kahl. Die ungeteilte bis schwach dreilappige, rotbraune Lippe weist einen kahlen Rand auf, der gelb oder braun gefärbt sein kann, sonst ist die Lippe samtig-kurzhaarig. Die Lippe erscheint konvex und weist selten einen schwach ausgeprägten Höcker auf, vorn wirkt sie gestutzt und es ist ein kleines Anhängsel zu erkennen. Das ausgedehnte Mal besteht aus Längsstreifen, die zwei- bis dreifach verbunden und seitwärts verzweigt sind. Selten kann es auch H-förmig erscheinen, aber immer ist es braun mit einem hellen Rand gefärbt.
Die Blütezeit erstreckt sich von März bis Juni.

## Verbreitung und Standortbeschreibung
Das Verbreitungsgebiet erstreckt sich über Griechenland und das nördliche Albanien.
Man findet diese Orchidee auf Magerrasen, in lichten Wäldern und Gebüschen mit frischen, basenreichen Böden. Im Gebirge ist diese Art bis zu einer Höhe von 1700 Metern Meereshöhe anzutreffen.

## Ökologie
Als Bestäuber wurde die Biene Andrena symphyti beobachtet.

## Taxonomie und Systematik
Hebes Ragwurz wurde 1975 von Johann Kalopissis in Scientific Annals of the Faculty of Physics and Mathematics, Aristotelian University of Thassalonika Band 15 Seite 133 als Unterart Ophrys sphegodes subsp. hebes erstbeschrieben. Sie wurde 1980 von Eckhard Willing und Barbara Willing in den Rang der Art Ophrys hebes (Kalop.) E. Willing & B. Willing in Die Orchidee (Hamburg) Band 31 Seite 159 erhoben.
Es ist noch genau zu prüfen, ob diese Art eigenständig oder nur eine Unterart der Großen Spinnen-Ragwurz (Ophrys sphegodes) ist. Nach Baumann, Künkele und Lorenz ist sie eine Unterart von Ophrys sphegodes (Ophrys sphegodes subsp. hebes Kalop.).